# Nazran
Nazran (en ingúix: Наьсара, Näsara; en rus: Назра́нь) és una ciutat de la República d'Ingúixia, un dels subjectes federals de la Federació Russa. Va ser la capital de la república fins a l'any 2000, quan va ser substituïda per Magàs, una ciutat nova construïda especialment amb aquest propòsit. Amb 93.335 habitants al cens de 2010 és la localitat més poblada d'Ingúixia.
Està situada a l'oest de la república i és fronterera amb el Districte de Prigorodni de la veïna república d'Ossètia del Nord - Alània.
Està agermanada amb Kislovodsk, del krai de Stàvropol.